# Grandstand
El Grandstand es un estadio de tenis situado en el Centro Nacional de Tenis Billie Jean King de la USTA, en Flushing Meadows–Corona Park, Queens, Nueva York. El estadio, que tiene capacidad para albergar a 8.125 personas, es propiedad de la Asociación de Tenis de los Estados Unidos. La cancha es la tercera más grande del centro nacional de tenis, después de los estadios Arthur Ashe y Louis Armstrong. Construido para albergar el US Open, Grandstand fue construido como parte de un rediseño del centro nacional de tenis y es el primer estadio de tenis de Liderazgo en Energía y Diseño Ambiental en el mundo. El estadio diseñado por Rossetti Architects y construido por AECOM lleva el nombre de un estadio de 1978 del mismo nombre ya desaparecido.

## Historia

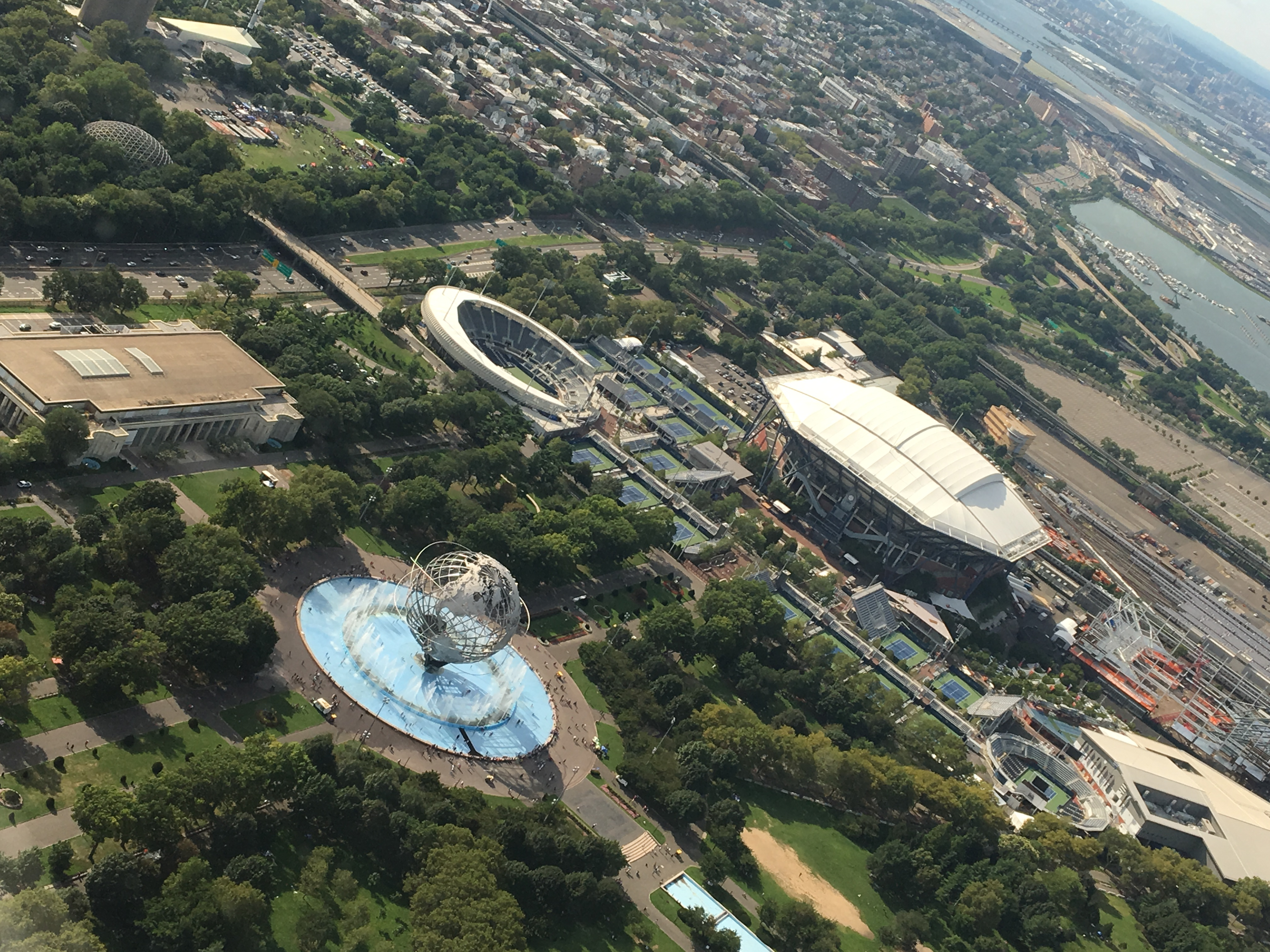
La nueva cancha Grandstand (l) con el Estadio Louis Armstrong en construcción, el sitio de la cancha Grandstand original

El Grandstand (tribuna) reemplazó una cancha con el mismo nombre que estaba adjunta al estadio Louis Armstrong original, que se inauguró en 1978 y fue dado de baja en 2016. La cancha se construyó como parte del plan de USTA de $ 550 millones (£ 350 millones) para renovar el Centro Nacional de Tenis. que se anunció en agosto de 2013 tras obtener la licencia de obras en mayo de ese año. El estadio fue diseñado por Rossetti Architects y tiene una capacidad de 8,125 asientos y cubre un área de 125,000 pies cuadrados. Además, tiene 2,000 asientos reservados con boleto en el tazón inferior, y el resto se asigna por orden de llegada.  La construcción de la cancha por parte de AECOM comenzó en 2015. Aproximadamente el 30 por ciento de la estructura de acero estaba en su lugar para el US Open de 2015. Cuatro días después de que se reiniciara la construcción del torneo y se instalara la última pieza de acero en diciembre del 2015. La cancha hizo su debut el 29 de agosto de 2016, el primer día de los campeonatos de 2016. Caroline Wozniacki venció a Taylor Townsend por 4–6, 6–3, 6–4 en el primer partido celebrado en la cancha.

## Arquitectura
El estadio está situado en la esquina suroeste del Centro Nacional de Tenis para ayudar a aliviar los problemas de la multitud y distribuir a las personas de manera más uniforme. Se estima que el 20% de los visitantes del sitio habían sido reubicados debido al cambio. El centro de tenis se incrementó en 30 pies para tener suficiente espacio para construir la nueva cancha Grandstand, sin embargo, la USTA devolvió 1.56 acres de tierra para compensar. La cancha en sí fue construida sobre un antiguo estacionamiento.
El patio tiene 16 lados y se eleva más alto en la esquina suroeste y más bajo en la esquina noreste.  Este diseño ofrece una vista de los terrenos en las pasarelas superiores y los espectadores en el estadio Arthur Ashe pueden mirar hacia el Grandstand. Aunque la cancha tiene 16 lados, parece circular, lo que es deliberado para crear una diversidad de formas de los estadios en el sitio. Quedó claro para el equipo de diseño que a los espectadores les encantaba la intimidad y la sombra del antiguo Grandstand y estas características se incorporaron al diseño; con más asientos en el estadio colocados en lugares sombreados. La cancha está a 18 pies por debajo del nivel del suelo. Debido a su cercanía con Flushing Meadows, el estadio se construyó con una textura diseñada para ser una "locura interesante" para los visitantes del parque. El exterior del estadio está compuesto por 400 paneles de tejido PTFE para conseguir este efecto. Grandstand también contiene una gran tienda minorista frente a la plaza principal y tiene varios vendedores de alimentos dentro de su explanada de 360 grados.
Grandstand es el primer estadio de tenis de Liderazgo en Energía y Diseño Ambiental del mundo. El estadio obtuvo el premio NYCxDesign Award en la categoría Outdoor/Urban Landscape. El estadio también recibió una mención de honor en The Architect's Newspaper Best of Design Award en Facade.

## Transporte
El metro de la ciudad de Nueva York y el Ferrocarril de Long Island sirven al extremo norte de Flushing Meadows Park, la ubicación del centro de tenis en el que se encuentra Grandstand. La estación de metro IRT Flushing Line en Mets–Willets Point da servicio a los trenes 7 y <7>, y la estación LIRR, de nombre similar, da servicio a la sucursal de Port Washington. Estas estaciones están ubicadas en el extremo norte del parque junto a Corona Yard y la estación de autobuses, y sirven principalmente a Citi Field y al centro nacional de tenis. El autobús Q48 de Flushing al aeropuerto de La Guardia sirve al centro de tenis.